# Jonathan Théry
Jonathan Théry (geboren 2. Februar 1981 in Rouen) ist ein französischer Sänger und Musiker. Bekannt wurde Théry insbesondere durch die von ihm mit initiierten Gruppen Ataraxie und Funeralium. Gelegentlich nutzt er das Pseudonym „Marquis“.

## Werdegang
In den späten 1990er Jahren spielte Théry in der lokalen Black-Metal-Band Reign of Evil. Nach Auflösung dieses Projektes beteiligte sich Théry an der Gründung von zwei neuen Bands. In den meisten Projekten agiert Théry als Sänger, gelegentlich tritt er auch als Bassist in Erscheinung.
Mit Ataraxie initiierte er ein Projekt, das sich als Death-Doom-Band in den frühen 2000er Jahren einen guten Ruf erspielte, und mit Hyadningar ein experimentelles Dark-Metal-Projekt, welches insbesondere in Relation zu seinen weiteren Beteiligungen gestellt wurde. Beide Bands schlossen in den folgenden Jahren Verträge mit international agierenden Labeln an. In der Zwischenzeit initiierte Théry im Jahr 2003, nach seinem Umzug nach Paris, mit Funeralium eine weitere Musikgruppe. Diese weitere Projekt mit ähnlichen Mitmusikern orientierte sich hingegen stärker am Funeral Doom. Im Jahr 2007 nahm er mit Ataraxie das Split-Album Bethlehems Bastarde mit der britischen Death-Doom-Band Imindain auf. Das der Dark-Metal-Band Bethlehem gewidmete Tribut-Split-Album wurde 2009 veröffentlicht und führte dazu, dass Théry im gleichen Jahr, für die Aufnahme und Veröffentlichung zweier Split-EPs, kurzfristig Bethlehem als Sänger ergänzte. Die Band Hyadningar wurde 2010 von den Musikern aufgelöst. Im Jahr 2012 folgte die Gründung der Black-Metal-Band Void Paradigm.

## Diskografie (Auswahl)
| Mit Ataraxie Mit Bethlehem - 2009:Gestern starb ich schon heute/Have a Nice Fight - 2009: Suizidal-Ovipare Todessehnsucht | Mit Funeralium Mit Hyadningar - 2001: Live in Rouen - 2003: Hymns of a Forgotten Past - 2006: Imminent Useless Soul - 2009: The Weak Creation | Mit Void Paradigm - 2012: Void Paradigm - 2015: Earth’s Disease |